# 釜無川大橋
釜無川大橋（かまなしがわおおはし）は、新山梨環状道路の若草ランプ - 田富西ランプ間に位置する橋梁である。

## 概要
2022年（令和4年）5月現在、新山梨環状道路は東部区間が開通間近、北部区間については道路本体工事が未着手であるが、西部区間は中部横断自動車道として既に完成し、南部区間も2009年（平成21年）3月に開通した。釜無川大橋は南部区間全線開通前の2001年（平成13年）10月に全線4車線として完成した。

## 諸元
道路規格
第1種3級
設計速度
80km/h（制限速度：70km/h）
橋梁形式
4径間連続鋼床版箱桁橋
基礎部：ニューマチックケーソン工法基礎
耐候性鋼を使用することで無塗装とし、メンテナンスコストの抑制を図っている。従来耐候性鋼は赤錆を発生させるため、見た目が悪く山岳地域など無人区間に採用されるケースが多かった。しかし黒錆を安定的に発生させる技術が開発されたため、市街地に近い釜無川大橋にも採用された。
橋長
480.0m
車線数
往復4車線
標準幅員（釜無川上流部より）
3.5m（歩道）+1.25m（側帯）+3.5m（車線）×2+0.5m（中央側帯）+1.25m（中央分離帯）+0.5m（中央側帯）+3.5m（車線）×2+1.25m（側帯）

## 場所
山梨県南アルプス市・中央市